# مراد القادري
مراد القادري شاعر وباحث وناشط ثقافي. من مواليد سنة 1965 بمدينة سلا (المملكة المغربية). 

## 
- حاصل على شهادة الدكتوراه في الأدب المغربي الحديث، من كلية الآداب والعلوم الإنسانية، جامعة سيدي محمد بن عبد الله، بفاس (2012).
- حاصل على دبلوم الدراسات العليا المعمقة (2000)، وحدة «بناء الخطاب الشعري في المشرق والمغربي العربي»، تحت إشراف الدكتور محمد بنيس؛ من كلية الآداب والعلوم الإنسانية، جامعة محمد الخامس الرباط.
- حاصل على شهادة الإجازة في اللغة العربية وآدابها (1991) من كلية الآداب والعلوم الإنسانية، جامعة محمد الخامس الرباط.
- حاصل على ديبلوم «الإدارة الثقافية».

## مسؤوليات ثقافية

### وطنيا
-  عضو الهيئة التنفيذية لبيت الشعر في المغرب منذ سنة 2003.
- رئيس بيت الشعر في المغرب ابتداء من 9 يوليوز 2017.
- عضو مجلس إدارة «دار الشعر» (المملكة المغربية / إمارة الشارقة بدولة الإمارات العربية المتحدة).
- عضو اتحاد كتاب المغرب منذ سنة 1994؛  ومسؤول سابق بمجلسه الإداري.
- عضو المجلس الإداري للائتلاف المغربي للثقافة والفنون؛
- عضو الجمعية المغربية للسياسات الثقافية؛ وناشط في مجال السياسات الثقافية.
- عضو الجمعية العمومية وونائب رئيس المجلس الفني لمؤسسة «المورد الثقافي».
- عضو الورشات الأوربية لشباب ومبدعي حوض البحر الأبيض المتوسط.

## إصدارات شعرية:- ديوان «حروف الكف»، دار قرطبة، الدار البيضاء، 1995؛ -  ديوان«غزيل البنات»، دارأبي رقراق للطباعة والنشر، الرباط، 2005؛ -  ديوان «طير الله»، دار أبي رقراق للطباعة والنشر، الرباط، 2007؛
- ديوان «طرامواي» مرسم، الرباط، 2015 .
- ديوان «ومخبي تحت لساني ريحة الموت»، مطبعة دار المناهل، 2021

- تُرجم له إلى اللغة الإسبانية ديوانا: «غزيل لبنات» Hilado de chicas و «طير الله» Pajaro de Dios من طرف فرانسيسكو موسكوسو غارسيا، أستاذ الدراسات العربية والإسلامية بجامعة مدريد المستقلة؛
- ترجم ديوانه «طرامواي» إلى اللغة الفرنسية على يد الشاعر والمترجم منير السرحاني وتمّ نشره بدار نشر «لارماتان»  بباريس، فرنسا سنة 2016 .

- كما تُرجمت قصائده إلى الفرنسية والإنجليزية الإيطالية، وتوجد بعض قصائده منشورة ببعض الأنطلوجيات الخاصة بالشعر المغربي.

### إصدارات نقدية
- «جمالية الكتابة في القصيدة الزجلية المغربية الحديثة»، مؤسسة نادي الكتاب بالمغرب، فاس، 2012 ؛
- العديد من المقالات والدراسات النقدية حول الشّعر الشعبي والقصيدة الزجلية في المغرب.

### مشاركات ثقافية
شارك داخل المغرب وخارجه في العديد من المهرجانات الشعرية والندوات الثقافية، كما حظي بالتكريم والاحتفاء في الكثير من الملتقيات ذات الصلة بالشعر الشعبي (الزجل) تقديرًا لدوره في التعريف به والدفاع عن مشروعية وجوده. 
1. 1 2   http://salaculture.ma/%D8%A5%D8%B5%D8%AF%D8%A7%D8%B1-%D8%AF%D9%8A%D9%88%D8%A7%D9%86-%D8%AC%D8%AF%D9%8A%D8%AF-%D9%84%D9%84%D8%B4%D8%A7%D8%B9%D8%B1-%D9%85%D8%B1%D8%A7%D8%AF-%D8%A7%D9%84%D9%82%D8%A7%D8%AF%D8%B1%D9%8A/. {{استشهاد ويب}}: |url= بحاجة لعنوان (مساعدة) والوسيط |title= غير موجود أو فارغ (من ويكي بيانات) (مساعدة)